# برينس روبيرت (كولومبيا البريطانية)
برينس روبيرت (بالإنجليزية: Prince Rupert)‏ هي مدينة كندية تقع في مقاطعة كولومبيا البريطانية. تبلغ مساحة هذه المدينة 54.8989 (كم²)، ويبلغ عدد سكانها 12815 نسمة حسب إحصاء سنة 2006 م، بينما كان يسكنها 14643 نسمة في سنة 2001 م. تحتل هذه المدينة المرتبة رقم 286 بين مدن كندا حسب عدد السكان والمرتبة رقم 44 في المقاطعة. نما عدد السكان في هذه المدينة بنسبة (-12.5) بين العامين المذكورين.

## أعلام
- ليزا والترز
- مورين سكوت هاريس
- فريدريك بيترز
- برنيس ليو
- دانيال شاربونو
- ر. دبليو. غراي
- رالف إدواردز
- ويليام بينون

## وصلات خارجية
- الأطلس الحكومي لكندا
- إحصاءات كندا مع ساعة تعداد السكان